# 프레디의 피자가게: 더 조이 오브 크리에이션
「프레디의 피자가게: 더 조이 오브 크리에이션」은 미국의 게임개발자 스콧 코슨의 공포게임 프레디의 피자가게 시리즈의 팬 게임으로 프레디의 피자가게의 개발자 스콧 코슨과 그의 가족들을 모티브로 삼아 만든 팬 게임이다. 그가 만든 프레디, 보니, 치카, 폭시 그리고 마이클이 스콧 코슨을 해치우려고 한다는 것이 주요 줄거리이다.

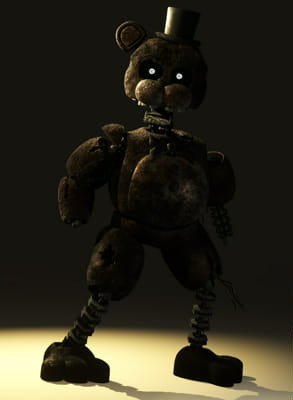
연소된 프레디 (Ignited Freddy)

## 스토리
스콧코슨은 집에서 누군가를 집에서 자라고 했다 하지만 그 누군가는 바로 마이클 슈피트라는 프래디 시리즈에 나온 캐릭터이다 이집에서 스콧콧슨에 아기는 프래디 보니 치카 폭시를 버터야 되고 아내는 거실에서 중앙에 있는 티비로 괴믈들을 확인해 4개에 문을 닫거나 뒤에 숨으면 된다 하지만 스콧에 집에 불이나고 스콧은 결국 마이크에게 몸을 빼긴다 
집에서 나왔지만 스콧 아네에게 좋아 좋아만 하다가 아내다 여보왜이레 하면서 끝난다

## 게임
- 프레디의 피자가게